# 第一次世界大战北非战场
在第一次世界大战（1914-1918年）期间，同盟国与三国协约国及协约国在北非爆發武裝冲突。当时利比亚的塞努西教团站在了奥斯曼帝国和德意志帝国一边，反对大英帝国和意大利王国。在1914年11月14日，奥斯曼帝国与苏丹共同发动了一场圣战，即塞努西战役，并企图转移英国军队的注意力，以致使英国军队从西奈及巴勒斯坦戰役中撤出。而意大利则希望保留其从意土战争中获得的領土。这场战争在1915年11月23日至1917年2月间在北非进行。

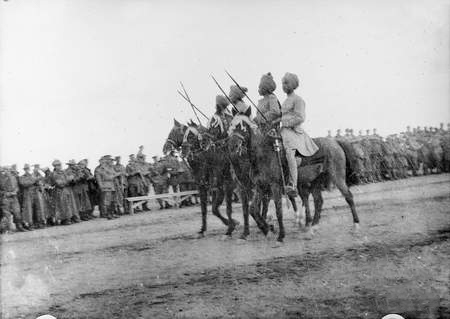
1916年，在埃及的英军第15骑兵旅

在1915年夏天，奥斯曼帝国试图说服沙耶特·載夏密特从西部进攻英占埃及，同时发动圣战并鼓励埃及人起义，同時奥斯曼帝國从苏伊士运河一側對英占埃及發動进攻。之后，塞努西人于1915年11月越过了利比亚-埃及边界，向英占埃及发起了进攻。而大英帝国军队就先行撤退，之后则在几次交战中击败了塞努西人。到1916年3月时，英国人又夺回了埃及沿海地区。

## 引用
1. ↑  Hadaway, Stuart. . The History Press. 2014. ISBN 978-0-7509-5808-0. OCLC 903630037.
2. ↑  Wieloch, Rupert. . Casemate. 2021. CHAPTER 5 - Sanussi Jihad. ISBN 978-1-6362-4083-1.
3. ↑  Hadaway, Stuart. . 2017. ISBN 978-1-4738-9727-4.